# Kállósemjén
Kállósemjén nagyközség Szabolcs-Szatmár-Bereg vármegyében, a Nagykállói járásban.

## Fekvése
A vármegye és a Nyírség középső részén helyezkedik el, a megyeszékhely Nyíregyházától 22 kilométerre. A környező fontosabb települések közül Nagykálló 8, Balkány 10, Levelek 16, Magy 12, Nyírbátor 17, Pócspetri 3, Máriapócs 10 kilométerre található.
A közvetlen szomszédos települések: észak felől Apagy és Magy, kelet felől Pócspetri, délkelet felől Kisléta, dél felől Nyírgelse és Szakoly, délnyugat felől Balkány, nyugat felől Biri és Nagykálló, északnyugat felől pedig Napkor.

### Megközelítése
Legfontosabb közúti megközelítési útvonala a Nyíregyháza-Nagykálló-Nyírbátor közti 4911-es út, mely keresztülhalad a központján. Levelekkel a 4926-os út köti össze; Péterhalom nevű különálló településrészére a 49 144-es számú mellékút vezet. Számozatlan (és jobbára burkolatlan) mezőgazdasági utakon elérhető még a településről Pócspetri és Balkány is.
A hazai vasútvonalak közül a települést a Nyíregyháza–Mátészalka–Zajta-vasútvonal érinti, melynek egy megállási pontja van itt. Kállósemjén vasútállomás a belterület déli részén helyezkedik el, a péterhalmi országút vasúti keresztezésétől nem messze, közvetlen közúti elérését a 49 316-os számú mellékút biztosítja.

## Története
A Balogsemjén nemzetség-beli Kállay család ősi fészke. A faluban megtelepedett család itt építette ki birtokközpontját, s emelte az azóta nyomtalanul eltűnt várát.
Kálló környékén régen két Semjén állott: Kis- és Nagysemjén.
1471-ből származó oklevél szerint a két Semjén egyike Oppidum Semyen néven volt írva. Mindkét semjén a Kállay család birtoka volt. 1446-ban a Sztrittey család tagjainak volt itt birtoka. 1454-ben az ólnodi Czudar család volt birtokosa.
A 17. században, a török dúlás idején elnéptelenedett pusztára a 18. század elején görögkatolikus román jobbágyokat is telepítettek, akik azóta teljesen elmagyarosodtak.
A 18. század második felében és a 19. század első felében a Kállay család mellett még birtokos volt itt az Eördögh és a gróf Dessewffy család is.
A 20. század elején a Kállay család tagjain kívül Kausay Tibor és Viktor, Kövér Gusztáv és Pálma, özv. Hegedűs Edéné, Mándy Ignácz, Leveleki Márton és Klein Mór is birtokos volt itt.
Itt élt Kállay Miklós miniszterelnök is, akinek hamvait 1993-ban hozták vissza a családi kriptába.
Jelenleg 41 hektár áll védelem alatt a Mohos-tónál.
A lápot a jégkorszak végén futóhomok alakította ki, s ma nagy homokbuckák közé ékelődött, suvadással keletkezett, 2-3 méter mély képződmény.

## Közélete

### Polgármesterei
- 1990–1994: Lipcsei Miklós (független)[3]
- 1994–1998: Lipcsei Miklós (független)[4]
- 1998–2002: Lipcsei Miklós (független)[5]
- 2002–2006: Lipcsei Miklós (független)[6]
- 2006–2010: Nagy Béla (független)[7]
- 2010–2014: Belicza László (Fidesz–KDNP)[8]
- 2014–2019: Belicza László (Fidesz–KDNP)[9]
- 2019–2024: Belicza László (Fidesz–KDNP)[10]
- 2024– : Belicza László (Fidesz–KDNP)[1]

## Népesség
A település népességének változása:
| Lakosok száma | 3600 | 3568 | 3537 | 3451 | 3366 | 3388 | 3424 |
|               | 2013 | 2014 | 2015 | 2021 | 2022 | 2023 | 2024 |

2001-ben a település lakosságának 99%-a magyar, 1%-a cigány nemzetiségűnek vallotta magát.
A 2011-es népszámlálás során a lakosok 87%-a magyarnak, 4% cigánynak mondta magát (13% nem nyilatkozott; a kettős identitások miatt a végösszeg nagyobb lehet 100%-nál). A vallási megoszlás a következő volt: római katolikus 30,7%, református 13,9%, görögkatolikus 29%, evangélikus 0,2%, felekezeten kívüli 4,4% (23,5% nem válaszolt).
2022-ben a lakosság 92%-a vallotta magát magyarnak, 2,2% cigánynak, 0,2% ukránnak, 0,1-0,1% szlováknak, horvátnak és németnek, 1,9% egyéb, nem hazai nemzetiségűnek (7,9% nem nyilatkozott; a kettős identitások miatt a végösszeg nagyobb lehet 100%-nál). Vallásuk szerint 23,2% volt római katolikus, 13,5% református, 26% görög katolikus, 0,4% evangélikus, 0,4% egyéb keresztény, 0,1% ortodox, 2,8% felekezeten kívüli (33,4% nem válaszolt).

## Mohos-tó
Ez az utolsó nagy kiterjedésű úszólápi szigetek tőzegpáfránnyal, ritka ősi mocsári növényekkel, moszatfajtákkal.
Már Kitaibel Pál, a neves botanikus is kutatott a Nyírség e részén a 18. század végén, de az első beszámolót Kiss Lajos, a nyíregyházi Jósa András Múzeum egykori igazgatója készítette a lápról 1927-ben. Komolyabb feltárás Boros Ádám, majd Soó Rezső nevéhez fűződik.
Mintegy 8000 évvel ezelőtt az éghajlat csapadékosabbá vált, a buckaközi mélyedés környezetében erdő települt meg. A 18. század végén az erdőket kivágták, legelő alakult ki, s a szárazabbá váló éghajlat nyomán drámai változások következtek be: a homok ismét megindult, s vele együtt az erdő tápanyagtartalma a tóba került. Ez gyors mocsarasodást, majd  úszóláp-képződést okozott. A környék vízrendezése, csatornázása miatt tovább csökkent a vízszint, ami miatt az úszólápok megvastagodott szőnyege "leült" és stabil rekettyefüzessé alakult. Ma kút látja el vízzel a lápot, hogy az eredeti állapot továbbra is fennálljon, s az időjárás változásai ne veszélyeztessék fennmaradását. Bár avatatlanoknak nem túl mutatós látvány a jórészt fűzlápos terület, a szakemberek annál többre értékelik.
Szabadon látogatható.

## Nevezetességei
- Mohos-tó
- Kállay kastély
- Kápolna
- Kollégium

## Híres emberek
- Itt született 1961. szeptember 22-én Loss Sándor jogszociológus, egyetemi tanár, jogvédő és publicista.

## Képgaléria

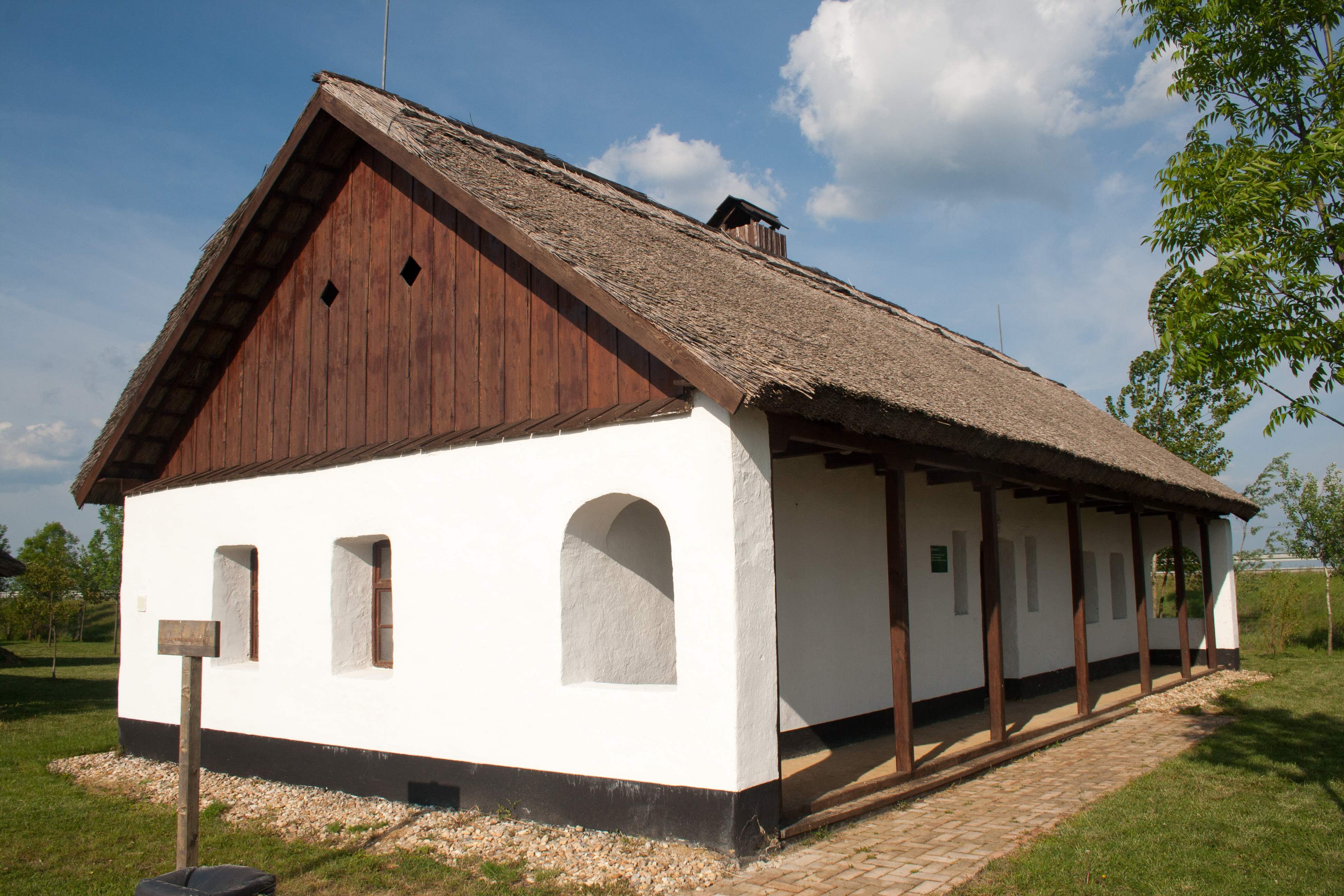
Régi kállósemjéni ház rekonstrukciója az M3 Archeoparkban
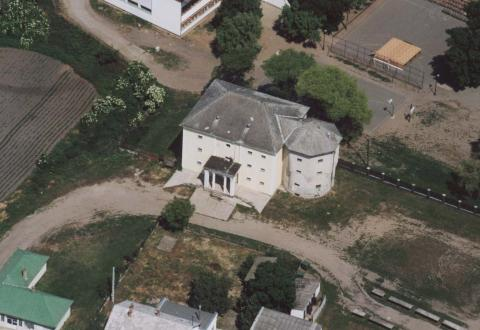
A régi magtár épülete
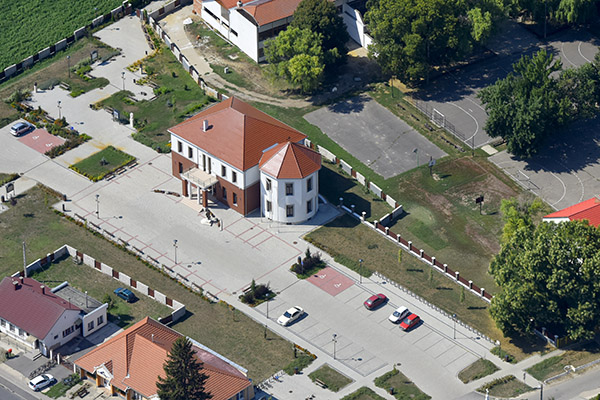
A régi magtár a magasból
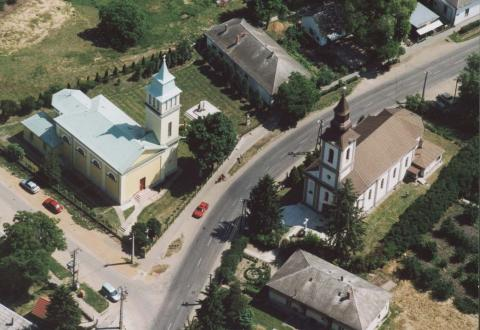
Katolikus templomok
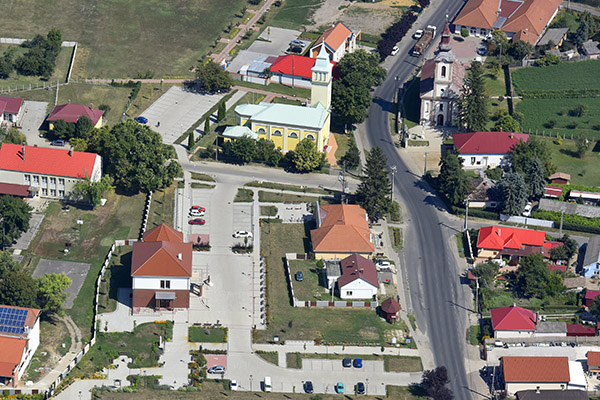
Légi fotó Kállósemjén templomairól
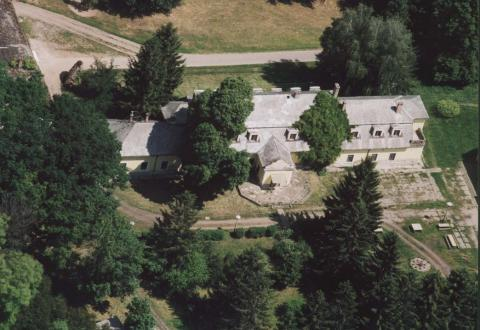
A kastély hátulról
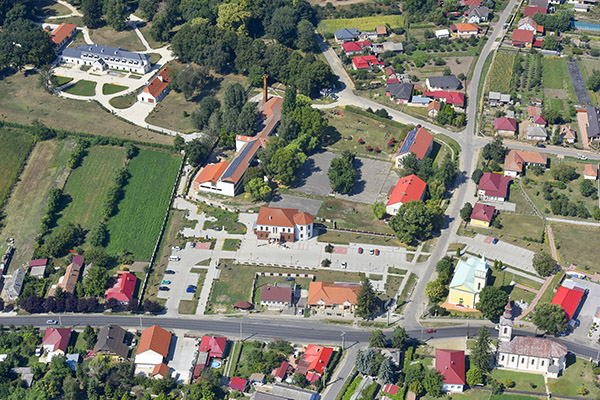
A Kállay-kúria légi felvételen